# Лима, Консейсан
Консейсан Лима, собственно Мария да Консейсан ди Деуш Лима (порт. Conceição Lima, Maria da Conceição de Deus Lima, 8 декабря 1961, Сантана) — сантомийская поэтесса, переводчик, журналистка. Пишет на португальском языке.

## Биография
Изучала журналистику в Португалии, работала в печати, на радио и телевидении у себя на родине. В 1993 основала независимый еженедельник Страна сегодня (порт. O País Hoje) и возглавила его. Защитила диссертацию по португальской и бразильской словесности в Кингс-колледже. Живет в Лондоне, работает на Би-би-си. Публикуется в Португалии и других странах. Её стихи переведены на английский, испанский и другие языки.

## Сборники стихов
- O Útero da Casa, Lisboa, Editorial Caminho, 2004
- A Dolorosa Raiz do Micondó, Lisboa, Editorial Caminho, 2006
- O país de Akendenguê, Lisboa, Editorial Caminho, 2011

## Литературоведение
- A dupla tradução do outro cultural em Luandino Vieira. Lisboa: Colibri, 2010
- Manual de teoria da tradução. Lisboa: Colibri, 2010